# Edmund-Probst-Haus
L'Edmund-Probst-Haus est un refuge de montagne dans les Alpes d'Allgäu, au pied du Nebelhorn, près d'Oberstdorf en Allemagne. Ce refuge est géré par la section Allgäu-Immenstadt de la Deutscher Alpenverein.
En hiver, il reçoit les skieurs et les pratiquants des autres sports d'hiver, car il se situe dans le domaine skiable du Nebelhorn. L'été, il héberge les randonneurs et les alpinistes. La station Höfatsblick du téléphérique Nebelhornbahn (de) est juste à côté du refuge.

## Histoire
Le 25 mai 1890, la Deutscher Alpenverein inaugure ce refuge de montagne sous le nom de Nebelhornhaus et le rebaptise en 1918 après la mort du président de la section, Edmund Probst. Le refuge est facilement accessible et à l'abri des avalanches, si bien qu'on parle de maison de montagne. Il est relié au Nebelhornbahn depuis 1930.

## Site à proximité
- Entre Oberstdorf (813 m) et le refuge (1 930 m d'altitude) : 3 heures de marche.
- Vers le Rubihorn (1 957 m) : 3 heures de marche.
- Via ferrata de Hindelang (Nebelhorn-Breitenberg-Hinterstein) : 9 heures.

Autres refuges
- Prinz-Luitpold-Haus (1 846 m) par le Laufbacher Eck : 3½-4 heures.
- Refuge Kemptner (1 844 m) par le Laufbacher Eck, le Himmeleck et le Rauheck : 10 heures.
- Oytalhaus (1 006 m) par le Seealpsee (de) : 2½ heures.
- Schwarzenberghütte (de) (1 380 m) par le Koblat : 3½ heures.

Ascensions
- Nebelhorn (2 224 m) : 1 heure.
- Großer Daumen : (2 280 m)
  - Par la via ferrata de Hindelang : 4 heures.
  - Par le Koblat : 2½ heures.
- Vers le Westlicher Wengenkopf et l'Östlicher Wengenkopf (de), nombreux chemins de randonnée.